# Бруно Ле Ру
Брюно Ле Ру (фр. Bruno Le Roux; нар. 2 травня 1965, Женвільє) — французький політик-соціаліст.

## Життєпис
Навчався в Університеті Париж X Нантер.
З 1997 року є членом Національних зборів, лідер Соціалістичної партії у Національних зборах з 2012 року.